# Volta a Espanya de 2017
La Volta a Espanya de 2017, 72a edició de la Volta a Espanya, es va disputar entre el 19 d'agost i el 10 de setembre de 2017 sobre un recorregut de 3.297,7 km distribuïts en 21 etapes, sent la trentena cursa de l'UCI World Tour 2017. L'inici de la cursa tingué lloc a Nimes, mentre el final fou a Madrid.
El vencedor final fou Christopher Froome (Team Sky) aconseguint així al mateix any el doblet amb el Tour de França. El ciclista britànic també guanyà la classificació per punts, la de la combinada i dues etapes. L'acompanyaren al podi l'italià Vincenzo Nibali (Bahrain-Merida) i el rus Ilnur Zakarin (Katusha-Alpecin). El Gran Premi de la muntanya fou per Davide Villella (Cannondale-Drapac) i el millor equip el Team Astana. Alberto Contador, en la que fou la seva última cursa com a professional, guanyà el Premi de la combativitat.
La cançó d'aquesta edició fou "Bailarina" de Maldita Nerea.

## Equips participants
En aquesta edició de la Volta a Espanya van prendre part 22 equips: els 18 World Tour, més 4 equips convidats de categoria continental professional.
| WorldTeams (18)- AG2R La Mondiale - Astana - Bahrain-Merida - BMC Racing Team - Bora-Hansgrohe - Cannondale-Drapac - Dimension Data - FDJ - Katusha-Alpecin - Lotto NL-Jumbo - Lotto-Soudal - Movistar Team - Orica-Scott - Quick-Step Floors - Sky - Team Sunweb - Trek-Segafredo - UAE Team Emirates Equips continentals professionals (4)- Aqua Blue Sport - Caja Rural-Seguros RGA - Cofidis, Solutions Crédits - Manzana Postobón |
| |

## Etapes
| Etapa     | Data      | Ciutats d'etapa                                   | type                      | Distància (km) | Vencedor de l'etapa       | Líder de la general |
| --------- | --------- | ------------------------------------------------- | ------------------------- | -------------- | ------------------------- | ------------------- |
| 1a etapa  | 19 de ago | Nimes – Nimes                                     | contrarellotge per equips | 13,7           | BMC Racing Team           | Rohan Dennis        |
| 2a etapa  | 20 de ago | Nimes – Grussan                                   | etapa plana               | 203,4          | Yves Lampaert             | Yves Lampaert       |
| 3a etapa  | 21 de ago | Prada – Andorra la Vella                          | etapa de muntanya         | 158,5          | Vincenzo Nibali           | Christopher Froome  |
| 4a etapa  | 22 de ago | Escaldes-Engordany – Tarragona                    | etapa plana               | 198,2          | Matteo Trentin            | Christopher Froome  |
| 5a etapa  | 23 de ago | Benicàssim – Alcossebre                           | etapa de mitja muntanya   | 175,7          | Aleksei Lutsenko          | Christopher Froome  |
| 6a etapa  | 24 de ago | Vila-real – Sagunt                                | etapa accidentada         | 204,4          | Tomasz Marczyński         | Christopher Froome  |
| 7a etapa  | 25 de ago | Llíria – Conca                                    | etapa accidentada         | 207            | Matej Mohorič             | Christopher Froome  |
| 8a etapa  | 26 de ago | Hellín – Xorret de Catí                           | etapa de mitja muntanya   | 199,5          | Julian Alaphilippe        | Christopher Froome  |
| 9a etapa  | 27 de ago | Oriola – el Poble Nou de Benitatxell              | etapa de mitja muntanya   | 174            | Christopher Froome        | Christopher Froome  |
| 10a etapa | 29 de ago | Caravaca de la Cruz – El Pozo                     | etapa accidentada         | 164,8          | Matteo Trentin            | Christopher Froome  |
| 11a etapa | 30 de ago | Llorca – observatori de Calar Alto                | etapa de muntanya         | 187,5          | Miguel Ángel López Moreno | Christopher Froome  |
| 12a etapa | 31 de ago | Motril – Antequera                                | etapa accidentada         | 160,1          | Tomasz Marczyński         | Christopher Froome  |
| 13a etapa | 1 de set  | Coín – Tomares                                    | etapa plana               | 198,4          | Matteo Trentin            | Christopher Froome  |
| 14a etapa | 2 de set  | Écija – Serra de la Pandera                       | etapa de muntanya         | 175            | Rafał Majka               | Christopher Froome  |
| 15a etapa | 3 de set  | Alcalá la Real – Estació d'esquí de Sierra Nevada | etapa de muntanya         | 129,4          | Miguel Ángel López Moreno | Christopher Froome  |
| 16a etapa | 5 de set  | Circuit de Navarra – Logronyo                     | contrarellotge individual | 40,2           | Christopher Froome        | Christopher Froome  |
| 17a etapa | 6 de set  | Villadiego – Arredondo                            | etapa de muntanya         | 180,5          | Stefan Denifl             | Christopher Froome  |
| 18a etapa | 7 de set  | Suances – Santo Toribio de Liébana                | etapa accidentada         | 169            | Sander Armée              | Christopher Froome  |
| 19a etapa | 8 de set  | Casu – Gijón                                      | etapa accidentada         | 149,7          | Thomas De Gendt           | Christopher Froome  |
| 20a etapa | 9 de set  | Corvera – L'Angliru                               | etapa de muntanya         | 117,5          | Alberto Contador Velasco  | Christopher Froome  |
| 21a etapa | 10 de set | Arroyomolinos – Madrid                            | etapa plana               | 117,6          | Matteo Trentin            | Christopher Froome  |

## Classificacions finals

### Classificació general

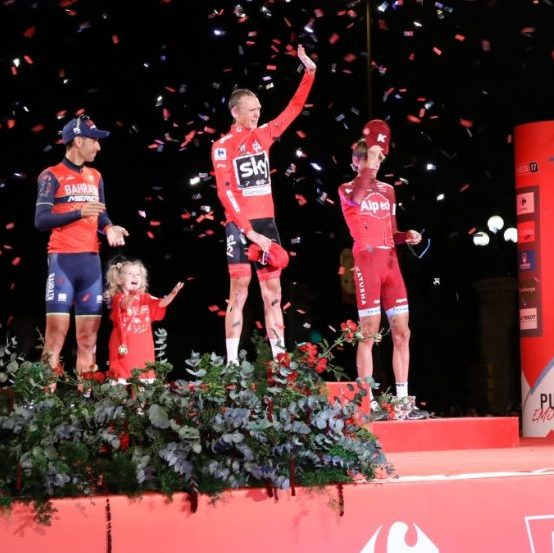
Podi de la Volta Ciclista a Espanya 2017.

| \| Classificació general \| Classificació general \| Classificació general \| Classificació general \| Classificació general \| \| Corredor \| Corredor \| Equip \| Temps \| \| \| --------------------- \| --------------------------- \| ---------------------- \| --------------------- \| --------------------- \| \| 1r \| Christopher Froome \| Team Sky \| 82h 30' 02" \| \| \| 2n \| Vincenzo Nibali \| Bahrain-Merida \| + 2' 15" \| \| \| 3r \| Ilnur Zakarin \| Katusha-Alpecin \| + 2' 51" \| \| \| 4t \| Wilco Kelderman \| Team Sunweb \| + 3' 15" \| \| \| 5è \| Alberto Contador Velasco \| Trek-Segafredo \| + 3' 18" \| \| \| 6è \| Wout Poels \| Team Sky \| + 6' 59" \| \| \| 7è \| Michael Woods \| Cannondale-Drapac \| + 8' 27" \| \| \| 8è \| Miguel Ángel López Moreno \| Astana \| + 9' 13" \| \| \| 9è \| Steven Kruijswijk \| LottoNL-Jumbo \| + 11' 18" \| \| \| 10è \| Tejay van Garderen \| BMC Racing Team \| + 15' 50" \| \| \| 11è \| Esteban Chaves Rubio \| Orica-Scott \| + 16' 46" \| \| \| 12è \| Louis Meintjes \| UAE Team Emirates \| + 17' 41" \| \| \| 13è \| Fabio Aru \| Astana \| + 21' 41" \| \| \| 14è \| Nicolas Roche \| BMC Racing Team \| + 22' 00" \| \| \| 15è \| Sergio Pardilla Bellón \| Caja Rural-Seguros RGA \| + 22' 59" \| \| \| 16è \| Mikel Nieve Iturralde \| Team Sky \| + 28' 00" \| \| \| 17è \| Romain Bardet \| AG2R La Mondiale \| + 31' 21" \| \| \| 18è \| Daniel Moreno Fernández \| Movistar Team \| + 42' 16" \| \| \| 19è \| Sander Armée \| Lotto-Soudal \| + 59' 01" \| \| \| 20è \| John Darwin Atapuma Hurtado \| UAE Team Emirates \| + 1h 02' 58" \| \| |                             |                        |              |
| |                             |                        |              |
| Font: ProCyclingStats |                             |                        |              |
| Classificació general |                             |                        |              |
| Corredor | Corredor                    | Equip                  | Temps        |
| 1r | Christopher Froome          | Team Sky               | 82h 30' 02"  |
| 2n | Vincenzo Nibali             | Bahrain-Merida         | + 2' 15"     |
| 3r | Ilnur Zakarin               | Katusha-Alpecin        | + 2' 51"     |
| 4t | Wilco Kelderman             | Team Sunweb            | + 3' 15"     |
| 5è | Alberto Contador Velasco    | Trek-Segafredo         | + 3' 18"     |
| 6è | Wout Poels                  | Team Sky               | + 6' 59"     |
| 7è | Michael Woods               | Cannondale-Drapac      | + 8' 27"     |
| 8è | Miguel Ángel López Moreno   | Astana                 | + 9' 13"     |
| 9è | Steven Kruijswijk           | LottoNL-Jumbo          | + 11' 18"    |
| 10è | Tejay van Garderen          | BMC Racing Team        | + 15' 50"    |
| 11è | Esteban Chaves Rubio        | Orica-Scott            | + 16' 46"    |
| 12è | Louis Meintjes              | UAE Team Emirates      | + 17' 41"    |
| 13è | Fabio Aru                   | Astana                 | + 21' 41"    |
| 14è | Nicolas Roche               | BMC Racing Team        | + 22' 00"    |
| 15è | Sergio Pardilla Bellón      | Caja Rural-Seguros RGA | + 22' 59"    |
| 16è | Mikel Nieve Iturralde       | Team Sky               | + 28' 00"    |
| 17è | Romain Bardet               | AG2R La Mondiale       | + 31' 21"    |
| 18è | Daniel Moreno Fernández     | Movistar Team          | + 42' 16"    |
| 19è | Sander Armée                | Lotto-Soudal           | + 59' 01"    |
| 20è | John Darwin Atapuma Hurtado | UAE Team Emirates      | + 1h 02' 58" |

### Classificacions secundàries
|   | Ciclista           | Equip             | Punts |
| - | ------------------ | ----------------- | ----- |
| 1 | Davide Villella    | Cannondale-Drapac | 67    |
| 2 | Miguel Ángel López | Astana Pro Team   | 47    |
| 3 | Christopher Froome | Team Sky          | 35    |
| 4 | José Joaquín Rojas | Movistar Team     | 33    |
| 5 | Thomas De Gendt    | Lotto Soudal      | 30    |

|   | Ciclista           | Equip             | Punts |
| - | ------------------ | ----------------- | ----- |
| 1 | Christopher Froome | Team Sky          | 158   |
| 2 | Matteo Trentin     | Quick-Step Floors | 156   |
| 3 | Vincenzo Nibali    | Bahrain-Merida    | 128   |
| 4 | Alberto Contador   | Trek-Segafredo    | 105   |
| 5 | Wilco Kelderman    | Team Sunweb       | 97    |

|   | Ciclista           | Equip           | Punts |
| - | ------------------ | --------------- | ----- |
| 1 | Christopher Froome | Team Sky        | 5     |
| 2 | Miguel Ángel López | Astana Pro Team | 17    |
| 3 | Alberto Contador   | Trek-Segafredo  | 18    |
| 4 | Ilnur Zakarin      | Katusha-Alpecin | 20    |
| 5 | Vincenzo Nibali    | Bahrain-Merida  | 22    |

| Pos. | Equip              | Temps        |
| ---- | ------------------ | ------------ |
| 1    | Astana Pro Team    | 247h 16' 21" |
| 2    | Movistar Team      | a 6' 16"     |
| 3    | Team Sky           | a 8' 12"     |
| 4    | UAE Team Emirates  | a 49' 02"    |
| 5    | Team LottoNL-Jumbo | a 1h 07' 28" |

## Evolució de les classificacions
| Etapa                  | Vencedor               | Classificació general | Classificació per punts | Classificació de la muntanya | Classificació de la combinada | Classificació per equips | Premi de la combativitat |
| ---------------------- | ---------------------- | --------------------- | ----------------------- | ---------------------------- | ----------------------------- | ------------------------ | ------------------------ |
| 1                      | BMC Racing             | Rohan Dennis          | no concedit             | Nicolas Roche                | Daniel Oss                    | BMC Racing               | no concedit              |
| 2                      | Yves Lampaert          | Yves Lampaert         | Yves Lampaert           | Nicolas Roche                | Daniel Oss                    | Quick-Step Floors        | Markel Irizar            |
| 3                      | Vincenzo Nibali        | Christopher Froome    | Vincenzo Nibali         | Davide Villella              | Christopher Froome            | Orica-Scott              | Alexandre Geniez         |
| 4                      | Matteo Trentin         | Christopher Froome    | Matteo Trentin          | Davide Villella              | Christopher Froome            | Orica-Scott              | Diego Rubio              |
| 5                      | Aleksei Lutsenko       | Christopher Froome    | Matteo Trentin          | Davide Villella              | Christopher Froome            | Team Astana              | Aleksei Lutsenko         |
| 6                      | Tomasz Marczyński      | Christopher Froome    | Matteo Trentin          | Davide Villella              | Christopher Froome            | Team Astana              | Enric Mas                |
| 7                      | Matej Mohorič          | Christopher Froome    | Matteo Trentin          | Davide Villella              | Christopher Froome            | Movistar Team            | Luis Ángel Maté          |
| 8                      | Julian Alaphilippe     | Christopher Froome    | Matteo Trentin          | Davide Villella              | Christopher Froome            | Movistar Team            | Przemysław Niemiec       |
| 9                      | Christopher Froome     | Christopher Froome    | Christopher Froome      | Davide Villella              | Christopher Froome            | Movistar Team            | Marc Soler               |
| 10                     | Matteo Trentin         | Christopher Froome    | Matteo Trentin          | Davide Villella              | Christopher Froome            | Movistar Team            | Matteo Trentin           |
| 11                     | Miguel Ángel López     | Christopher Froome    | Matteo Trentin          | Davide Villella              | Christopher Froome            | Movistar Team            | Romain Bardet            |
| 12                     | Tomasz Marczyński      | Christopher Froome    | Matteo Trentin          | Davide Villella              | Christopher Froome            | Movistar Team            | Omar Fraile              |
| 13                     | Matteo Trentin         | Christopher Froome    | Matteo Trentin          | Davide Villella              | Christopher Froome            | Astana Team              | Thomas De Gendt          |
| 14                     | Rafał Majka            | Christopher Froome    | Matteo Trentin          | Davide Villella              | Christopher Froome            | Astana Team              | Luis Ángel Maté          |
| 15                     | Miguel Ángel López     | Christopher Froome    | Christopher Froome      | Davide Villella              | Christopher Froome            | Astana Team              | Sander Armée             |
| 16                     | Christopher Froome     | Christopher Froome    | Christopher Froome      | Davide Villella              | Christopher Froome            | Astana Team              | Christopher Froome       |
| 17                     | Stefan Denifl          | Christopher Froome    | Christopher Froome      | Davide Villella              | Christopher Froome            | Astana Team              | Daniel Moreno            |
| 18                     | Sander Armée           | Christopher Froome    | Christopher Froome      | Davide Villella              | Christopher Froome            | Astana Team              | José Joaquín Rojas       |
| 19                     | Thomas De Gendt        | Christopher Froome    | Christopher Froome      | Davide Villella              | Christopher Froome            | Astana Team              | Daniel Navarro           |
| 20                     | Alberto Contador       | Christopher Froome    | Christopher Froome      | Davide Villella              | Christopher Froome            | Astana Team              | Enric Mas                |
| 21                     | Matteo Trentin         | Christopher Froome    | Christopher Froome      | Davide Villella              | Christopher Froome            | Astana Team              | no concedit              |
| Classificacions finals | Classificacions finals | Christopher Froome    | Christopher Froome      | Davide Villella              | Christopher Froome            | Astana Team              | Alberto Contador         |